# 스타브로폴현

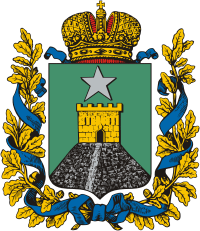
스타브로폴현의 문장

스타브로폴현의 지도

스타브로폴현(러시아어: Ставропольская губерния)은 1847년부터 1917년까지 존재했던 러시아 제국의 현으로 현도는 스타브로폴이며 면적은 60,600km2, 인구는 873,301명(1897년 당시 기준)이다. 현재의 러시아 스타브로폴 지방에 걸쳐 있었다.